# Saint-Vincent-le-Paluel
Saint-Vincent-le-Paluel – miejscowość i gmina we Francji, w regionie Nowa Akwitania, w departamencie Dordogne.
Według danych na rok 1990 gminę zamieszkiwało 151 osób, a gęstość zaludnienia wynosiła 22 osób/km² (wśród 2290 gmin Akwitanii Saint-Vincent-le-Paluel plasuje się na 1025. miejscu pod względem liczby ludności, natomiast pod względem powierzchni na miejscu 1292.).
W miejscowości znajdują się ruiny Zamku Paluel.